# V1007 Геркулеса
V1007 Геркулеса (лат. V1007 Herculis) — поляр, двойная катаклизмическая переменная звезда (XM) или (AM) в созвездии Геркулеса на расстоянии (вычисленном из значения параллакса) приблизительно 1505 световых лет (около 562 парсек) от Солнца. Видимая звёздная величина звезды — от +18,6m до +17,1m. Орбитальный период — около 0,08328 суток (1,9988 часа)*.
Открыта Йохеном Грайнером в 1998 году**.

## Характеристики
Первый компонент — аккрецирующий белый карлик. Масса — около 0,75 солнечной, радиус — около 0,011 солнечного*.
Второй компонент — красный карлик спектрального класса M. Масса — около 0,16 солнечной*.
Третий компонент — красный карлик спектрального класса M. Масса — около 148 юпитерианских (0,141 солнечной)*. Орбитальный период — около 1,08 суток*. Удалён в среднем на 0,021 а.е.*.